# Micrelenchus caelatus
Micrelenchus caelatus är en snäckart som först beskrevs av Hutton 1884.  Micrelenchus caelatus ingår i släktet Micrelenchus och familjen pärlemorsnäckor. Inga underarter finns listade i Catalogue of Life.